# ナサニエル・ダンス＝ホランド
ナサニエル・ダンス＝ホランド（Sir Nathaniel Dance-Holland, 1st Baronet RA、
Nathaniel Dance-Holland RA、1735年5月18日 – 1811年10月15日）はイギリスの画家、政治家である。

## 略歴
ロンドンで活動した建築家、ジョージ・ダンス(George Dance the Elder: 1695–1768)の3男に生まれた。父親と同名の弟(George Dance the younger, RA: 1741–1825) は建築家、肖像画家になった。後年、ナサニエル・ダンスは姓にホランドのサフィックスを追加した。
肖像画家、歴史画家のフランシス・ヘイマンから絵を学んだ後、イタリアで修行した。ローマで人気になっていた肖像画家、アンゲリカ・カウフマンと知り合った。イギリスに帰国した後、1768年にフランシス・ヘイマンやジョシュア・レノルズらとともに、ロイヤル・アカデミー・オブ・アーツの創立メンバーになった。肖像画家として知られるようになり、国王ジョージ3世や王妃シャーロット、有名な船乗りのジェームズ・クックや俳優のデイヴィッド・ギャリックの肖像画を描いた。現在オーストラリアのビクトリア国立美術館に収蔵されている「ピブス家(Pybus)の家族」のような集団肖像画も描いた。
1790年に第6代ビショップ準男爵 (Sir Cecil Bishopp, 6th Baronet)の娘で、国会議員を務めたダマー(Thomas Dummer)の未亡人であるハリエットと結婚したことによって、画家を止めて政治家になった。1791年から亡くなる1811年までイースト・グリンステッドの選挙区やウィルトシャーの選挙区からの国会議員を務めた。

## 作品

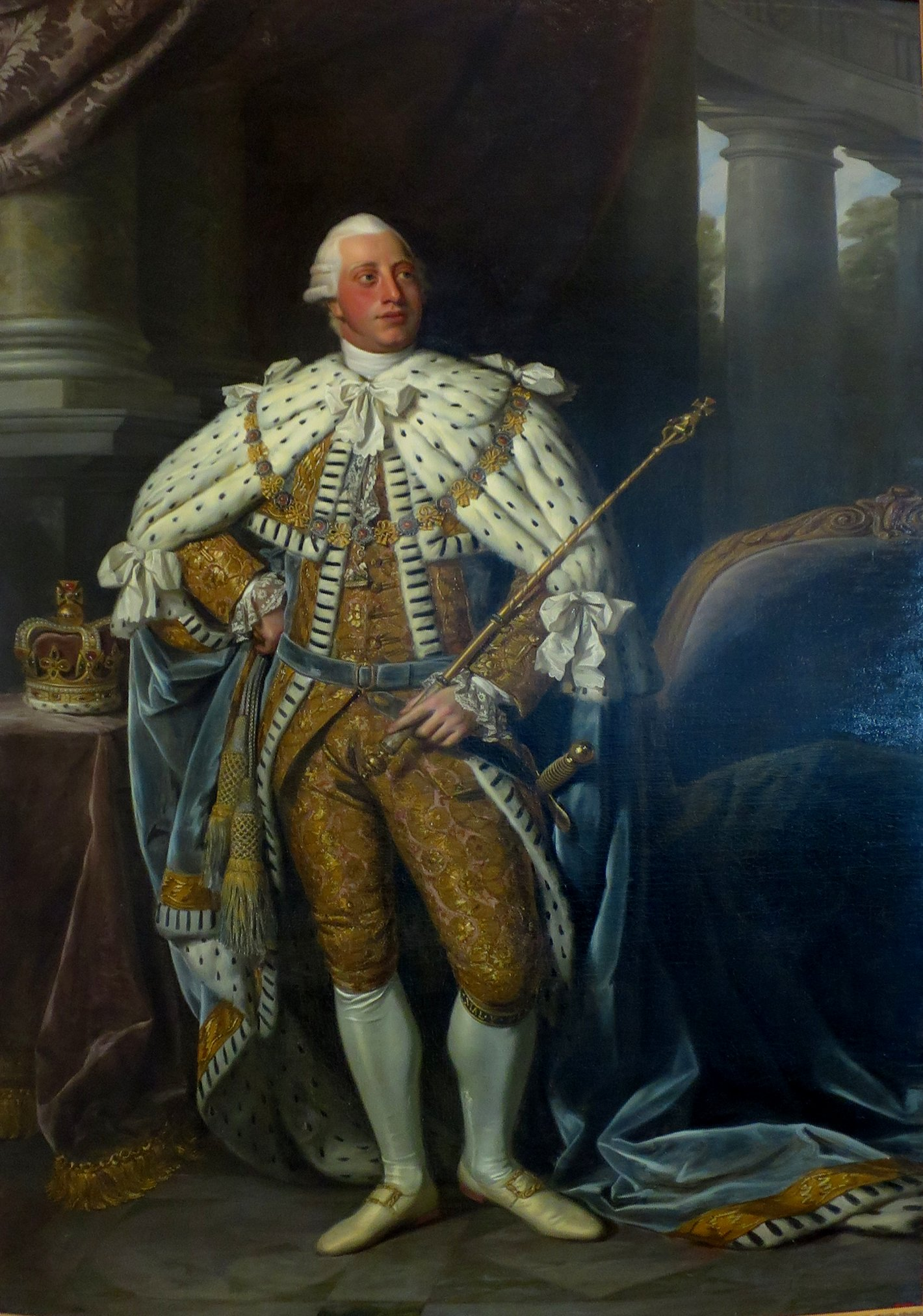
ジョージ3世(1773) エルミタージュ美術館 蔵
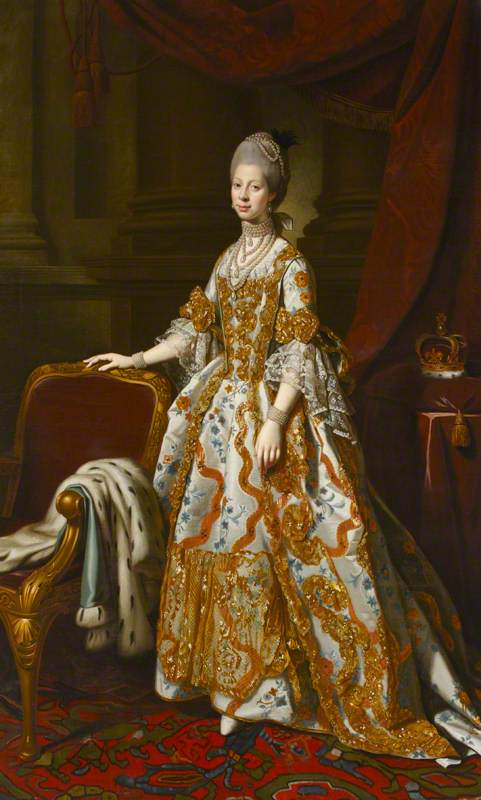
王妃シャーロット ナショナル・トラスト 蔵
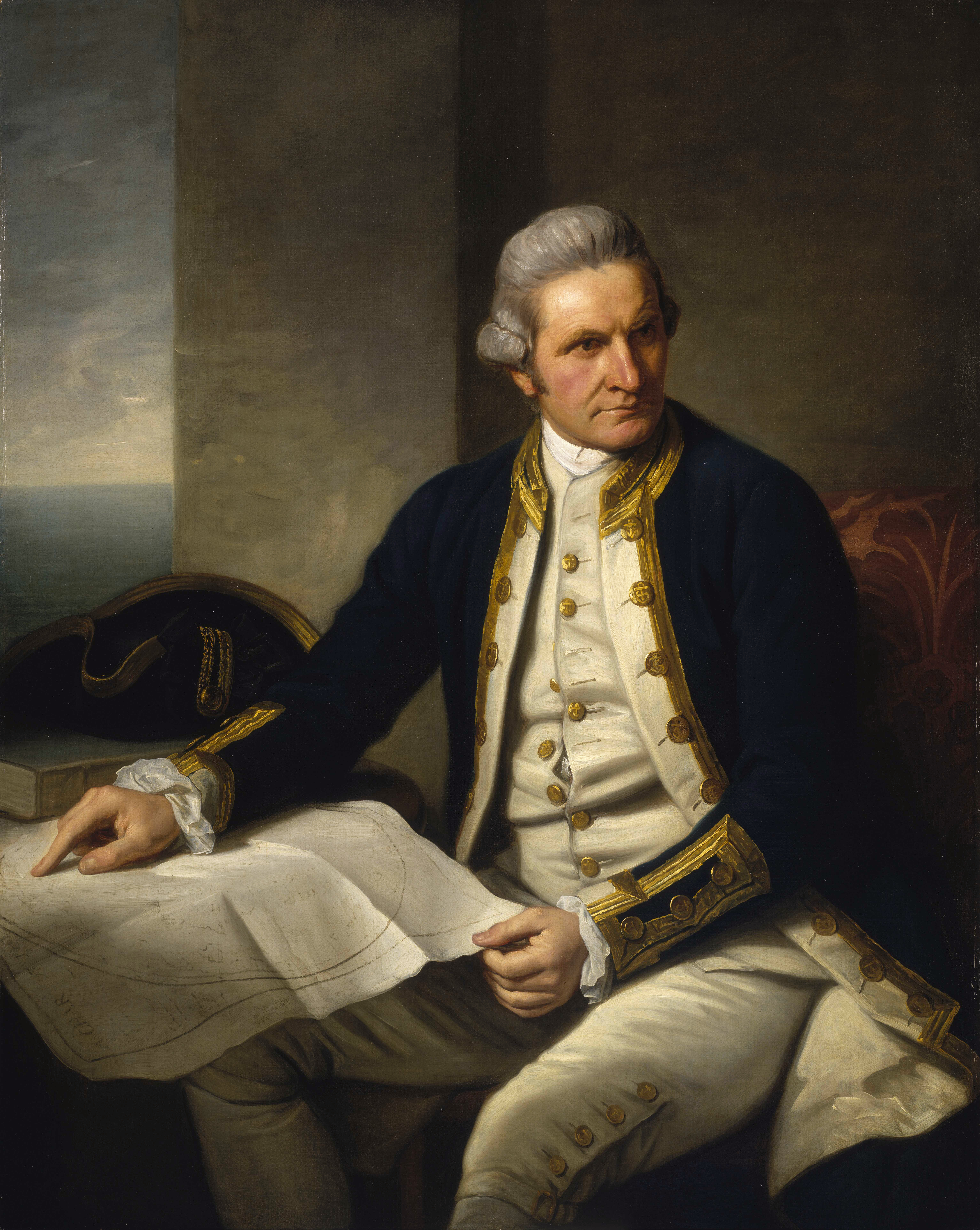
ジェームズ・クック(1775) 国立海事博物館 蔵
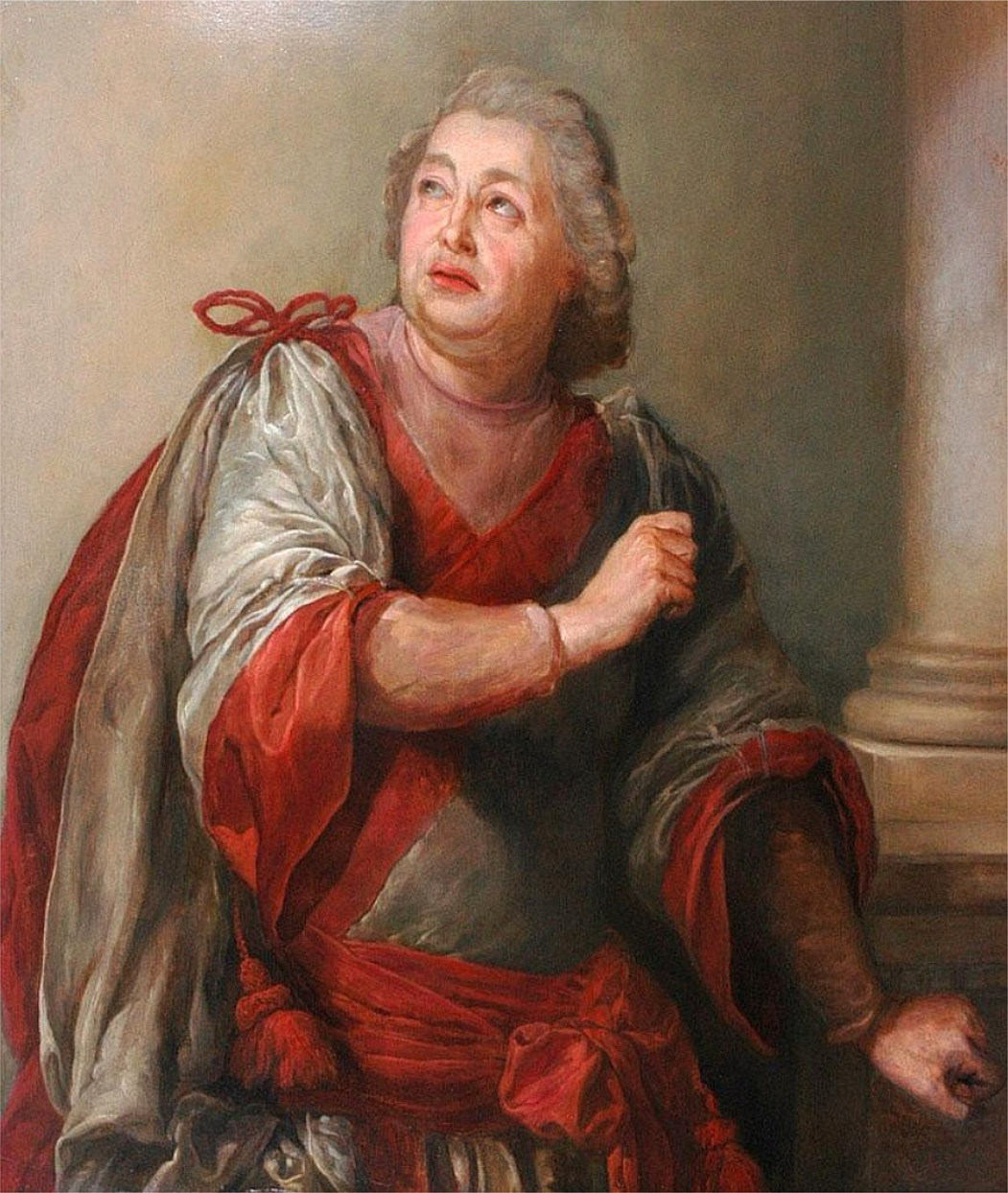
『ユーリディス (Eurydice)』での役者、デイヴィッド・ギャリック

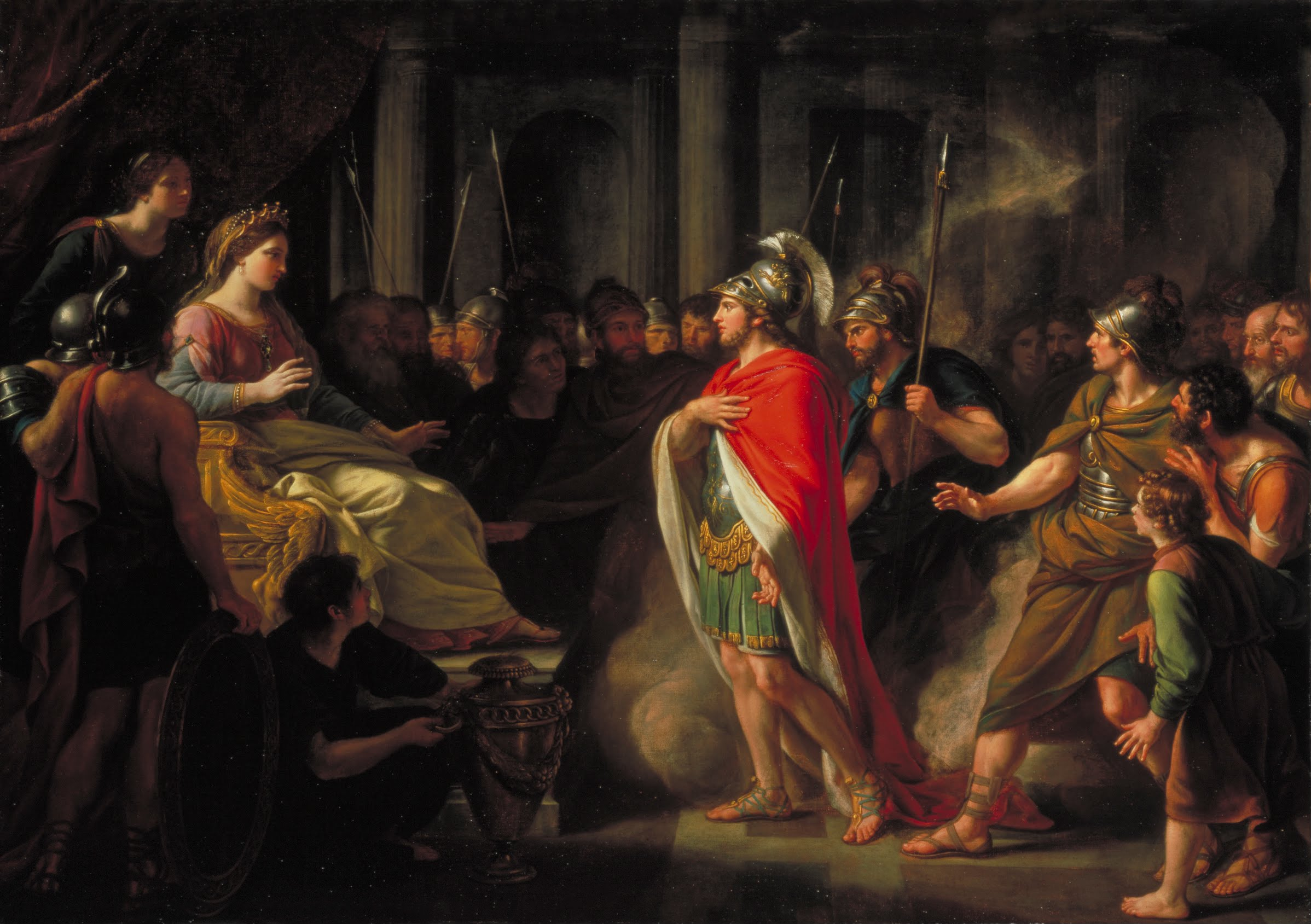
ディードーとアエネーイスの出会い(1766) テート・ブリテン 蔵
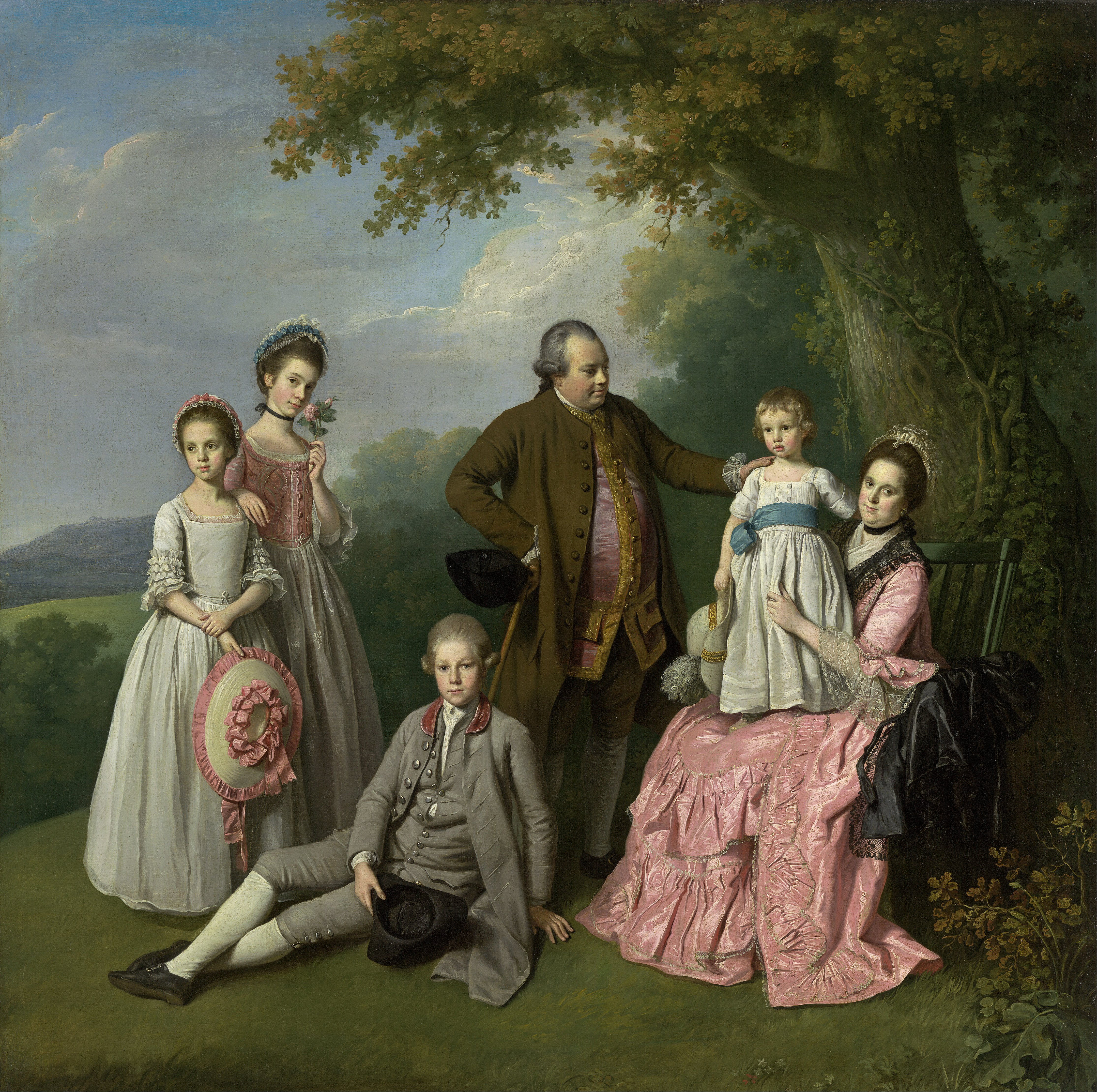
ピブス家(Pybus)の家族(c.1769) ビクトリア国立美術館 蔵
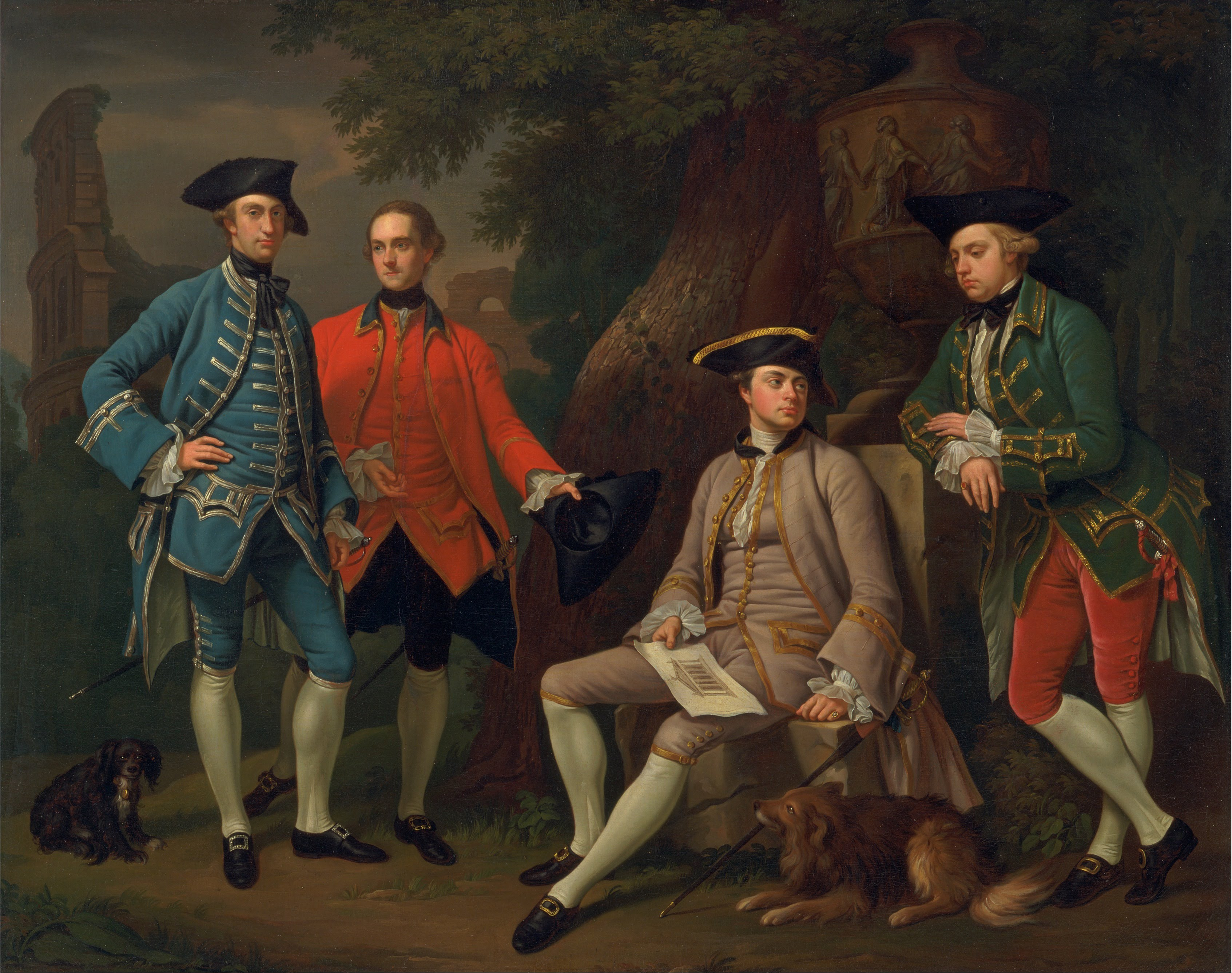
トマス・ロビンソン(政治家)らの肖像画(c.1760) Yale Center for British Art 蔵